# Call of Duty: Modern Warfare 2
Call of Duty: Modern Warfare 2 ist ein von Infinity Ward entwickelter Ego-Shooter, welcher am 10. November 2009 weltweit von Activision für Windows, Xbox 360 und PlayStation 3 veröffentlicht wurde. Später folgten Versionen für macOS und Nintendo DS. Das Spiel stellt den sechsten Teil der Call-of-Duty-Reihe und die direkte Fortsetzung von Call of Duty 4: Modern Warfare dar, die fünf Jahre später im Jahre 2016 spielt. Die Investitionskosten beliefen sich nach Angaben der LA Times auf rund 200 Mio. US-Dollar, wovon 40 bis 50 Mio. Dollar für die Spielentwicklung und der Rest für Vertrieb, Marketing und Public Relations aufgewendet wurden.
Im März 2020 wurde ein Remaster des Spiels für PlayStation 4 veröffentlicht, das wenig später auch für Windows und Xbox One erschien.

## Spielprinzip
Neue Funktionen im Vergleich zum Vorgänger beinhalten unter anderem das gleichzeitige Benutzen von zwei Waffen, wobei die Treffsicherheit sinkt, und das Werfen von Messern. Entfernt wurde die Option, sich seitlich hinter Deckungen hervor lehnen zu können.

### Kampagne
Die Kampagne behandelt mehrere Nebenhandlungen, die Bezug auf eine gemeinsame Geschichte nehmen. Der Spieler schlüpft unter anderem in die Rolle von Sergeant Gary „Roach“ Sanderson im Team des zum Captain beförderten „Soap“ MacTavish, dem Protagonisten des Vorgängerspieles. Als Mitglied der Task-Force 141, einem multinationalen Einsatzverband, bestehend aus Soldaten des Special Air Service, des 75th Ranger Regiment und weiteren Spezialeinheiten, führt man einen Kampf gegen die wiedererstarkten Ultranationalisten unter der Führung von Vladimir Makarov. Weitere spielbare Charaktere sind Private James Ramirez, Private First Class Joseph Allen während der Ranger-Missionen und im weiteren Spielverlauf „Soap“ MacTavish selbst. Die Missionen spielen unter anderem in Russland, einer Militärbasis in Kasachstan, einem als Haus getarnten Stützpunkt im Kaukasus, einer Wüstenregion in Afghanistan, Rio de Janeiro und in einigen Orten der USA, unter anderem Washington, D.C.

#### Handlung
Der Einzelspieler-Modus stellt die direkte Fortsetzung zu Call of Duty 4: Modern Warfare dar und setzt fünf Jahre später ein. Wie schon in Teil 1 ist das Spiel in drei Akte unterteilt. Imran Zhakaev gilt in Russland als Märtyrer und wird von den Ultranationalisten als Held gefeiert. Das Spiel beginnt in Afghanistan mit dem US Army Ranger Joseph Allen. Beeindruckt von seinen Leistungen rekrutiert der Kommandeur der Task-Force 141, General Shepherd, ihn für einen CIA-Undercover-Einsatz. Mit dem Alias Alexei Borodin wird er in die Organisation von Vladimir Makarov eingeschleust. Während eines Anschlags auf den Flughafen in Moskau wird er von Makarov getötet und als Sündenbock zurückgelassen, um die Beziehungen zwischen Russland und den USA zu erschüttern. Zum gleichen Zeitpunkt infiltrieren Captain „Soap“ MacTavish und Sgt. Gary „Roach“ Sanderson der Task-Force 141 einen Luftwaffenstützpunkt in Kasachstan, um ein IFF-Modul (ACS – Attack Characterization System) der Raumüberwachung NORAD aus einem abgestürzten US-Satelliten zu bergen.
In dem Glauben gelassen, dass der Terroranschlag mit amerikanischer Unterstützung geschehen ist, startet Russland massive Luftangriffe gegen die USA und eine Invasion der Ostküste der Vereinigten Staaten. Der Spieler – in Form des Private James Ramirez – verteidigt daraufhin Washington, D.C., während die Task-Force 141 in den Favelas von Rio de Janeiro nach Informationen zur Ergreifung Makarovs sucht. Da sich alle Spuren im Sand verlaufen, entscheidet sich MacTavish den Gefangenen 627, den meist verhassten Feind Makarovs, aus einem russischen Gulag zu befreien, um ihn als Köder zu nutzen. Mit Unterstützung der Navy SEALs gelingt es der Task-Force, die als Vorposten dienenden Ölbohrplattformen zu überwinden und in das Gefängnis einzudringen. Der Gefangene erweist sich als Captain Price, die Flucht gelingt mit einer SPIE-rig Extraktion. Um den Krieg zwischen den USA und Russland zu beenden, entschließt sich Price eigenmächtig ein russisches Atom-U-Boot zu kapern, um eine Interkontinentalrakete über der Erdatmosphäre von Washington D.C. explodieren zu lassen. Der dadurch ausgelöste elektromagnetische Impuls zerstört die in der Nähe befindliche Raumstation sowie die Elektronik der Konfliktparteien am Boden. Die Einheit von Ramirez begibt sich daraufhin zum Weißen Haus, um einen Luftschlag der US Air Force auf ihre Stellung zu verhindern.
Um Makarov zu fassen, trennt sich die Task-Force und infiltriert zwei vermeintliche Verstecke. Roach und Ghost untersuchen ein Haus und finden wertvolle Information, die sie näher an ihr Ziel bringen. Bei der anschließenden Evakuierung werden sie von General Shepherd getötet und verbrannt. Dieser will die Task-Force 141 auslöschen, damit niemand erfährt, dass er es war, der Makarov anheuerte. Price und MacTavish können dem Hinterhalt entkommen und entscheiden sich, Shepherd zu töten. Die als Kriegsverbrecher gebrandmarkten Soldaten können mit Hilfe von Makarov Shepherd aufspüren und nach einer Verfolgungsjagd in Afghanistan stellen. Dieser offenbart seine wahren Motive: Die in Call of Duty 4 durch eine Atombombe getöteten US-Marines verlangten seiner Meinung nach Vergeltung. Im Nahkampf mit einem Messer verwundet, muss MacTavish ansehen, wie Shepherd gegenüber Price die Oberhand gewinnt. Im letzten Augenblick zieht Soap das Messer aus seinem Körper und tötet Shepherd mit einem gezielten Wurf. Die als Himmelfahrtskommando deklarierte Mission endet damit, dass Nikolai – ein alter Bekannter – die Verletzten findet und rettet.

#### Missionen
| Mission                           | Gebiet                            | Spielumgebung                                    |
| Akt I                             | Akt I                             | Akt I                                            |
| --------------------------------- | --------------------------------- | ------------------------------------------------ |
| Die alte Leier                    | Feuerbasis Phoenix, Afghanistan   | Trainings- und Ausbildungscamp                   |
| Teamspieler                       | Rote Zone, Afghanistan            | Stadtgebiet                                      |
| Cliffhanger                       | Tian Shan, Kasachstan             | Luftwaffenstützpunkt in verschneitem Hochgebirge |
| Kein Russisch                     | Moskau, Russland                  | Internationaler Flughafen                        |
| Zugriff                           | Rio de Janeiro, Brasilien         | Favela                                           |
| Akt II                            |                                   |                                                  |
| Wolverines                        | Virginia, USA                     | Vorort einer Großstadt                           |
| Das Hornissennest                 | Rio de Janeiro, Brasilien         | Favela                                           |
| Exodus                            | Arcadia, Virginia, USA            | Villenviertel                                    |
| Der einzig schöne Tag…war gestern | Russische Gewässer                | Bohrinsel                                        |
| Der Gulag                         | nahe Petropawlowsk, Russland      | Russischer Gulag                                 |
| Auf eigene Verantwortung          | Washington, D.C., USA             | Parlamentsviertel                                |
| Akt III                           |                                   |                                                  |
| Notfall                           | nahe Petropawlowsk, Russland      | U-Boot-Hafen                                     |
| Zweite Sonne                      | Washington D.C., USA              | Parlamentsviertel                                |
| Weißes Haus                       | Washington D.C., USA              | Weißes Haus                                      |
| Lose Enden                        | Georgisch-russische Grenze        | Dreistöckiges Anwesen umgeben von Wald           |
| Der Feind meines Feindes          | nahe Kandahar, Afghanistan        | Flugzeugfriedhof                                 |
| Wie in alten Zeiten               | Position Hotel Bravo, Afghanistan | Höhlennetzwerk                                   |
| Endphase                          | Position Hotel Bravo, Afghanistan | Fluss                                            |

#### Deutsche Version
Vor der Veröffentlichung von Modern Warfare 2 veröffentlichte Activision Blizzard am 25. September 2009 eine Pressemitteilung, in der mehrfach versichert wurde, dass die deutsche Version komplett „ungeschnitten“ erscheinen würde:

„Wir freuen uns, bekannt geben zu können, dass Modern Warfare 2 in Deutschland ungeschnitten erscheinen wird. Alle Spielmodi, Level, Missionen, Gegner und Animationen sind enthalten.“

Dennoch lässt es sich in der deutschen Fassung, die von der USK eine Altersfreigabe ab 18 Jahren erhielt, während einer Mission am Flughafen nicht auf Zivilisten schießen – es folgt ein Game over. Selbiges gilt auch für die japanische Fassung. Auf Nachfrage erklärte Activision, dass man diese Änderung nicht als Kürzung oder „Schnitt“ definiere.
In der Originalfassung wird dem Spieler die Wahl überlassen, ob er hier aktiv eingreifen will. Sie ist durch die BPjM indiziert und, ursprünglich auf Liste B, seit dem 19. November 2013 auf Liste A eingetragen. Die Aktivierung sämtlicher nicht-deutscher Versionen ist über Steam nicht mehr möglich, sofern man mit einer deutschen IP-Adresse online ist.

### Mehrspielermodus

#### Spezialeinheit (Spec Ops)
Das Spiel umfasst einen Koop-Modus, im Original „Special Ops“ genannt, welcher aus eigenständigen Missionen, vergleichbar mit dem Epilog aus Call of Duty 4: Modern Warfare, besteht. Die Missionen spielen in den gleichen Regionen wie der Single-Player-Modus und nehmen Bezug auf die Haupthandlung des Spiels. Der Koop-Modus kann neben dem Split-Screen- oder dem Online-Modus auch alleine gespielt werden (Ausnahmen bilden zwei Missionen die nur zu zweit lösbar sind).

#### Online
Im Mehrspielermodus können bis zu 18 Spieler in 15 Modi gegeneinander antreten.

##### Neuerungen
Der Online-Mehrspieler-Modus aus Modern Warfare 2 funktioniert wie der Vorgänger Call of Duty 4: Durch Leistungen im Spiel werden Erfahrungspunkte gesammelt, mit denen der Spieler insgesamt 70 Ränge aufsteigen kann und nach und nach mehr Waffen und Zubehör sowie einige neue Eigenschaften freischaltet. Neben neuen Waffen und Waffenaufsätzen, können 15 neue Belohnungen für Abschussserien freigeschaltet werden, beispielsweise das Anfordern eines AC-130-Luftschlags nach elf Abschüssen oder einen EMP nach 15 Abschüssen in Folge. Ebenso erhalten alle Spezialfähigkeiten („Perks“) nun eine zweite, fortgeschrittene Variante.
Im Gegensatz zu den meisten vergleichbaren PC-Spielen, gibt es in Modern Warfare 2 keine dedizierten Server mehr. Als Server fungiert nun immer der Computer eines Spielers (Host). Falls dieser Host des aktuellen Spiels ausfällt, das Spiel verlässt oder sich umbenennt, wird im Idealfall automatisch ein anderer Spielteilnehmer als Host ausgewählt („Host Migration“), wobei das Spiel für ein paar Sekunden unterbrochen wird. Sollte der Host über eine schlechte Internetverbindung verfügen, wirkt sich dies auf Mitspieler in Form von Lags aus.
Dennoch sind mittlerweile auch vollständig funktionsfähige Modifikationen von Spielern erschienen, mit denen sich Modern Warfare 2 im lokalen Netzwerk spielen lässt.
Der große Andrang auf das Spiel machte sich neben den Verkaufszahlen auch insofern bemerkbar, als an den ersten Verkaufstagen die Server des PlayStation Networks (PSN) überlastet waren und die Spieler erst nach einer Serveraufrüstung den Online-Modus allmählich wieder nutzen konnten.
Zum ersten Mal in der Serie sind auch Spielmodi implementiert, in denen man in der Third-Person-Perspektive spielen kann.

##### Prestige-Modus
Hat der Spieler Rang 70 abgeschlossen, kann er sich für den Prestige-Modus entscheiden. Er startet dann erneut bei Rang eins und verliert alle freigeschalteten Waffen und Ausrüstungsgegenstände, bekommt jedoch anstatt des normalen Rangsymbols neben seinem Namen ein Prestige-Symbol. Dieser Vorgang kann insgesamt 10 Mal (mit 10 verschiedenen Symbolen) durchgeführt werden. Beim ersten Durchlauf des Prestige-Modus wird eine neue Rubrik von Herausforderungen freigeschaltet. Bei jedem zweiten weiteren Durchlauf wird eine zusätzliche belegbare Spielerklasse im Klasseneditor hinzugefügt. Ferner ist es möglich, nach der Eingabe des Prestige-Modus weitere Titel und Embleme freizuschalten.
Im Gegensatz zum Vorgänger Call of Duty 4: Modern Warfare ist der Prestige-Modus in Modern Warfare 2 auch in der PC-Version enthalten.

#### Karten
Das Grundspiel enthält 16 Karten, durch zwei Map Packs kommen je fünf neue Karten dazu.
| Karte                           | Gebiet                                                     | Spielumgebung                                              | Konfliktparteien                | Anlehnung ans Szenario                                                                                 |
| Karten des Grundspiels          | Karten des Grundspiels                                     | Karten des Grundspiels                                     | Karten des Grundspiels          | Karten des Grundspiels                                                                                 |
| ------------------------------- | ---------------------------------------------------------- | ---------------------------------------------------------- | ------------------------------- | --- |
| Afghan                          | vermutlich Kandahar, Afghanistan                           | wüstenähnliche, karge Bergregion, Mohnfelder               | SK 141 gegen OpFor              | angelehnt an die Mission Wie in alten Zeiten                                                           |
| Derail                          | Logistikzentrum mit Gleisanbindung, vermutlich in Russland | verschneite, bergige Landschaft, Taiga                     | Task Force SK 141 gegen Speznas | Anlehnung an die Spezialeinheit-Mission Ausweichen denkbar                                             |
| Estate                          | Anwesen im georgisch-russischen Grenzgebiet                | Wald, Stromleitungen, See und Hochgebirge im Hintergrund   | Task Force SK 141 gegen Speznas | angelehnt an die Mission Lose Enden                                                                    |
| Favela                          | Rio de Janeiro, Brasilien                                  | Elendsviertel/Favela                                       | Task Force SK 141 gegen Miliz   | angelehnt an die Missionen Zugriff und Das Hornissennest                                               |
| Highrise                        | US-amerikanische Metropole                                 | Hochhausdach umgeben von Kränen und anderen Wolkenkratzern | Rangers gegen Speznas           | angelehnt an die russische Invasion an der Ostküste der USA im Szenario (Mission Zweite Sonne) denkbar |
| Invasion                        | Großstadt in Afghanistan                                   | Innenstadt; Wohngebiet, teilweise zerstört                 | Task Force SK 141 gegen OpFor   | angelehnt an die Mission Teamspieler                                                                   |
| Karachi                         | Karatschi, Pakistan                                        | Innenstadt; Wohn- und Gewerbegebiet, teilweise Trümmer     | SEALs gegen OpFor               | keine Überschneidung mit dem Szenario                                                                  |
| Quarry                          | Provinz Bahia, Brasilien                                   | Azul-Imperial-Steinbruch, Werkshallen                      | Task Force SK 141 gegen Miliz   | keine Überschneidung mit dem Szenario                                                                  |
| Rundown                         | vermutlich Provinz Amazonas oder Pará, Brasilien           | Dorf im brasilianischen Regenwald                          | Task Force SK 141 gegen Miliz   | keine Überschneidung mit dem Szenario                                                                  |
| Rust                            | vermutlich Provinz Kandahar, Afghanistan                   | Ölförderanlage                                             | Task Force SK 141 gegen OpFor   | Parallele zum Ende der Mission Endphase denkbar                                                        |
| Skidrow                         | US-amerikanische Großstadt                                 | Innenstadt; Wohn- und Gewerbegebiet                        | Rangers gegen Speznas           | angelehnt an die russische Invasion an der Ostküste der USA im Szenario (Mission Wolverines) denkbar   |
| Scrapyard                       | nahe Kandahar, Afghanistan                                 | Flugzeugfriedhof                                           | Task Force SK 141 gegen OpFor   | angelehnt an die Mission Der Feind meines Feindes                                                      |
| Sub Base                        | nahe Petropawlowsk, Russland                               | verschneiter U-Boot-Hafen                                  | SEALs gegen Speznas             | angelehnt an die Mission Notfall                                                                       |
| Terminal                        | Moskau, Russland                                           | internationaler Flughafen; Abfertigungsbereich, Vorfeld    | Task Force SK 141 gegen Speznas | angelehnt an die Mission Kein Russisch                                                                 |
| Underpass                       | vermutlich Provinz Amazonas, Brasilien                     | eingestürzte Autobahnüberführung, Dorf und Gewerbegebiet   | Task Force SK 141 gegen Miliz   | keine Überschneidung mit dem Szenario                                                                  |
| Wasteland                       | Sperrzone von Tschernobyl, nahe Prypjat, Ukraine           | Felder in der Nähe des Atomkraftwerkes Tschernobyl         | Task Force SK 141 gegen Speznas | angelehnt an die Spezialeinheit-Mission Versteckt, Remake der Karte Brecourt aus Call of Duty          |
| Karten des Stimulus Map Packs   |                                                            |                                                            |                                 | |
| Bailout                         | US-amerikanischer Vorort                                   | Apartmentkomplex                                           | Rangers gegen Speznas           | angelehnt an die Mission Exodus                                                                        |
| Crash                           | Basra, Irak                                                | Stadt in der Wüste                                         | Task Force SK 141 gegen OpFor   | keine Überschneidung mit dem Szenario                                                                  |
| Overgrown                       | Sperrzone von Tschernobyl, nahe Prypjat, Ukraine           | verlassene Stadt, überwuchert von Pflanzen                 | Task Force SK 141 gegen Speznas | keine Überschneidung mit dem Szenario                                                                  |
| Salvage                         | nahe Petropawlowsk-Kamtschatski, Russland                  | verschneiter Schrottplatz                                  | Task Force SK 141 gegen Speznas | angelehnt an die Mission Notfall                                                                       |
| Storm                           |                                                            | Lagerhalle bei Regen                                       | Task Force SK 141 gegen Speznas | keine Überschneidung mit dem Szenario                                                                  |
| Karten des Resurgence Map Packs |                                                            |                                                            |                                 | |
| Carnival                        | São Paulo, Brasilien                                       | verlassener Freizeitpark                                   | Task Force SK 141 gegen Miliz   | keine Überschneidung mit dem Szenario                                                                  |
| Fuel                            | Mittlerer Osten                                            | Erdölraffinerie in der Wüste                               | Rangers gegen OpFor             | keine Überschneidung mit dem Szenario                                                                  |
| Strike                          | Stadt in Afghanistan                                       | Innenstadt; Wohngebiet, teilweise zerstört                 | Rangers gegen OpFor             | keine Überschneidung mit dem Szenario                                                                  |
| Trailer Park                    | nahe Kandahar, Afghanistan                                 | Wohnwagensiedlung, enge Gänge                              | Rangers gegen OpFor             | angelehnt an die Mission Der Feind meines Feindes                                                      |
| Vacant                          | Prypjat, Ukraine                                           | verlassenes Bürogebäude mit Hof                            | Rangers gegen OpFor             | keine Überschneidung mit dem Szenario                                                                  |

Grundsätzlich lässt sich sagen, dass auf jeder Karte jeweils eine Konfliktpartei die United States Army ist.
Dabei stehen die Namen jeweils für:
- SK 141: Task Force (United States Navy)
- Rangers: United States Army Rangers
- SEALs: United States Navy SEALs
- OpFor: radikalislamische Miliz, ähnlich den Taliban
- Miliz: brasilianische Freischar/Bande
- Speznas: GRU Speznas

### Riot Shield
Ebenfalls neu ist der sogenannte Riot Shield, ein Schutzschild, den man sowohl im Singleplayer als auch im Mehrspielermodus verwenden kann. Er fängt eine unbegrenzte Anzahl an Schüssen ab und schützt vor Explosionen von vorne. Während der Verwendung des Schildes kann jedoch keine Schusswaffe verwendet werden, außerdem behindern mögliche Einschusslöcher die Sicht. Um optimalen Schutz zu haben, ist es nötig geduckt zu gehen und den Schild direkt auf den Angreifer zu richten, damit auch die Beine und Füße entsprechend vom Schild verdeckt werden. Ferner ist es möglich, den Schild auf dem Rücken zu tragen und eine Feuerwaffe zu benutzen; der Schild dient dann als Schutz nach hinten, da die Funktionalität an sich nicht verändert ist.

### Downloadable Content
Am 30. März 2010 erschien der erste Downloadable Content für Modern Warfare 2. Das Stimulus Map Pack erschien zeitexklusiv für Xbox 360 und kostete 1200 Microsoft Points (nach Abschaffung der Microsoft Points 14,39 €). Das Map-Pack wurde einen Monat später für PlayStation 3 und PC für einen Preis von 13,99 € veröffentlicht. Es enthält fünf neue zusätzliche Karten für den Mehrspielermodus.
Das Resurgence Map Pack mit weiteren fünf Karten erschien am 3. Juni 2010 ebenfalls vorerst exklusiv für Xbox 360. Es kostete ebenfalls 1200 Microsoft Points und wurde am 6. Juli 2010 in Nordamerika und am 7. Juli weltweit für die PlayStation 3 und den PC (hier auch für 13,99 €) veröffentlicht.

## Entwicklung

### Technik
Im Spiel wird die von der Firma Infinity Ward entwickelte „IW 4.0“-Engine eingesetzt, welche eine Weiterentwicklung der in Call of Duty 4: Modern Warfare verwendeten „IW Engine“ darstellt. Obwohl Infinity Ward im Vergleich zu Studios wie Epic Games oder Crytek weniger auf opulente Grafik setzte, wirkt die Engine zeitgemäß und hat für den Spieler den Vorteil, dass die Hardware-Anforderungen im Vergleich zu Spielen wie Crysis niedriger gehalten sind. Verbessert wurden unter anderem die Partikeleffekte, ebenso wurden die Charakter- und Waffenmodelle im Vergleich zum Vorgänger aufgewertet.
Ebenfalls neu sind zahlreiche Gegenstände, die durch Beschuss explodieren oder zerstört werden. Zudem wird die Spielwelt vergrößert, was die Story weniger linear gestaltet und dem Spieler mehr Freiheiten gewährt. Die Auflösung der Konsolen-Version beträgt 1024 × 600 Pixel, was unter anderem möglich wurde, da Microsoft das TCR (Technical Certification Requirements) für die Konsole aufhob, welches vorschrieb, dass Spiele eine Auflösung von mindestens 720p und zweifache Vollbild-Kantenglättung (2×FSAA) unterstützen müssen, um auf der Xbox 360 veröffentlicht werden zu dürfen.
Eine weitere Neuerung ist die Steampflicht sowie das Fehlen von dedizierten Servern und Mods. Anstelle dessen kommt die Matchmaking-Applikation IWNet zum Einsatz. Als Anti-Cheat-Tool fungiert nicht wie in den vorherigen Teilen PunkBuster, sondern allein das Steam-Tool VAC.

### Musik und Sprecher
Hollywood-Komponist Hans Zimmer produzierte die Musik zu Modern Warfare 2 und schrieb die Hauptthemen. Der deutsche Musiker war unter anderem für die musikalische Umsetzung von Filmen wie Gladiator und Der König der Löwen bekannt. Unter anderem leiht der US-amerikanische Rapper 50 Cent einer Spielfigur im Koop-Modus seine Stimme. Ken Lally (Vladimir Makarov), der zuvor eine Sprechrolle in Resident Evil 5 hatte, leiht neben Kevin McKidd („Soap“ MacTavish), Craig Fairbrass (Ghost), Barry Pepper (Corporal Dunn), Keith David (Sergeant Foley) und Glenn Morshower dem Spiel ebenfalls seine Stimme. Billy Murray übernahm, wie im Vorgänger, wieder die Stimme des Captain Price.

## Veröffentlichung

### Trailer
Das erste Teaser-Video wurde auf der Entwicklerkonferenz GDC in San Francisco veröffentlicht. Das Video besteht aus ineinander eingeblendeten Aufnahmen, die alle komplett grün eingefärbt wurden. Der Trailer beginnt mit einer Gruppe möglicher Terroristen, die in einen Fahrstuhl am Flughafen einsteigen, ihre Waffen laden und dann zu den Sicherheitskontrollen gehen. Anschließend folgen Schüsse, Schreie und mehrere Kriegsszenen, in denen unter anderem Kampfjets, Hubschrauber, Panzer, Dörfer und eine Ölplattform zu sehen sind.
Der zweite Trailer zeigte, dass in Modern Warfare 2 erstmals in einem Call-of-Duty-Teil Missionen auch unter Wasser stattfinden, und dass Spieler auch wieder Fahrzeuge steuern können. Ebenso sind Schusswechsel auf einem Schneemobil zu sehen.
Am 18. Juli 2009 wurde der erste Trailer zum Mehrspielermodus veröffentlicht, bei dem viele Szenen an selbigen Modus aus Call of Duty 4 erinnern. Im zweiten Mehrspieler-Trailer, der Anfang September erschien, ist unter anderem der Spielmodus „Capture the Flag“ zu sehen.
Der in Deutschland im Fernsehen gezeigte Trailer ist mit der Musik des Rappers Eminem (Titel: ’Till I Collapse) unterlegt und zeigt verschiedene Szenen aus dem Spiel, wie zum Beispiel Rangers im von Russen besetzten Washington D.C.

### Spielname
Anfangs war in der Werbung zum Spiel stets von Modern Warfare 2 die Rede, was die Vermutung zuließ, dass das Spiel ohne das Banner Call of Duty erscheint. Bei Activision Deutschland gaben Pressesprecher zu diesem Zeitpunkt keine Auskunft, ob Modern Warfare 2 weiterhin Call of Duty im Namen tragen würde. Nachdem Fans nach der Veröffentlichung des Trailers bereits in Foren diskutierten, warum nie vom kompletten Titel die Rede ist, klärte Activision selbst die Verwechslung wie folgt: „Infinity Wards Modern Warfare 2 ist der direkte Nachfolger von Call of Duty 4: Modern Warfare. Wir haben den Blickpunkt auf den Namen Modern Warfare gerichtet, um am besten herüberzubringen, dass es sich dabei um die erste echte Fortsetzung inmitten der Call-of-Duty-Reihe handelt“.

## Rezeption

### Verkaufszahlen
Modern Warfare 2 verkaufte sich am ersten Tag im Vereinigten Königreich und den USA rund 4,7 Millionen Mal und war somit bis zum Release von Call of Duty: Black Ops das Spiel mit den meistverkauften Exemplaren an einem Verkaufstag. Bis 2013 wurde das Spiel weltweit ca. 22,7 Millionen Mal verkauft. In Deutschland verkaufte sich Call of Duty: Modern Warfare 2 über 200.000 mal.

### Pressekritiken
Vor allem durch die kontroverse Flughafenszene spalten sich die Meinungen der Kritiker. Ebenso sehr wird jedoch auch die Handlung bemängelt.

„Mich erschüttert, mit welcher Hemmungslosigkeit Modern Warfare 2 das Flughafen-Massaker zeigt. Das liegt nicht nur an der hohen Opferzahl oder spritzenden Blutfontänen, sondern vor allem an der unreflektierten Darstellung dieses Amoklaufs. Denn über die Motivation, die dahinter steckt, verliert das Spiel kein Wort. Stattdessen läuft man als reaktions- und gesichtsloser Beobachter nebenher, unfähig, etwas gegen das Morden zu unternehmen. Die Entwickler beweisen damit jeglichen Mangel an Feingefühl. So viel Spaß ich mit dem Rest des packend in Szene gesetzten Spiels hatte, diese Effekthascherei schockiert mich und entwertet für mich das gesamte Spiel. […] wenn die Entwickler eines können, dann ist es, treibende Action, ruhige Passagen und perfekt inszenierte Skriptsequenzen zu einem intensiven Erlebnis zusammenzubauen. Modern Warfare 2 ist eine unglaublich intensive Erfahrung. Aber es könnte noch viel besser sein, wenn man jemanden mit Verstand an die Story gesetzt hätte.“

„Die Wirkung dieser Mission auf den Spieler ist um einiges vielschichtiger als es der empörte Mob gern hätte. […] Dabei sind es die Denkansätze selbst, die den wahren Wert dieser Kontroverse darstellen. Sich Gedanken über Pistolen, tote Zivilisten und ethische Hintergründe zu machen ist gut; die Erkenntnis, Gewaltdarstellungen in dieser Intensität überhaupt hinterfragt zu haben, noch besser. […] Auch wenn die Mittel drastisch sind, so ist es dennoch unverzichtbar für die Spielergemeinde und die gesamte Industrie, hin und wieder einen Fingerzeig zu bekommen, wie weit man als Entwickler gehen darf und bis zu welchem Punkt sich der Konsument durch Stilmittel wie Gewalt penetrieren lässt – gerade in der heutigen Zeit.“

„Keine Überraschung: ‚Modern Warfare 2‘ ist genau der erwartete Action-Kracher. Die intensive Einzelspieler-Kampagne sorgt für schweißnasse Hände, der sinnvoll verbesserte Mehrspieler-Modus fesselt auch Wochen nach der Schluss-Sequenz vor die Mattscheibe.“

### Kritik an der Preiserhöhung
Activision Blizzard hat den empfohlenen Verkaufspreis für das Spiel um 20 Prozent erhöht. Die Windows-Version kostete demnach selbst in England, wo Spiele meist günstiger erhältlich sind, 60 Euro. Zum Verkaufsstart kostete die Xbox-360-Fassung 55 Pfund (etwa 64 Euro). Damit lag der Preis 20 Prozent über dem, was Activision Blizzard üblicherweise für neue Spiele verlangt (45 bis 50 Euro). Fans reagierten auf die Preiserhöhung und die Aussage von Activision-Chef Bobby Kotick, er würde „die Preise noch weiter in die Höhe treiben“, wenn es nur nach ihm ginge, indem sie eine Online-Petition ins Leben riefen, auf der nach zwei Tagen bereits 7.000 Personen unterschrieben hatten. Petra Schmitz vom Spiele-Magazin GameStar meinte dazu: „Diese Aktion von Activision Blizzard ist ebenso gierig wie dumm. Die Publisher sollten angesichts neuer, kostensparender Vertriebswege (über Downloads können Publisher Spiele direkt ohne Zwischenhändler absetzen und damit den Preis alleine bestimmen) lieber über Preissenkungen nachdenken.“
Entgegen der Activision-Strategie senkten die Händler die Vorbestellungspreise drastisch, so war die PC-Version des Spiels beim Online-Versandhändler Amazon schon für 43,99 Euro zu haben, ebenso blieb der Preis für Vorbestellungen beim Elektronikfachmarkt Saturn unter 45 Euro.

### Kontroversen
Neben der Preiserhöhung, der Zwangsbindung an Steam und das IWNet, sowie dem Wegfall dedizierter Server sorgte die an einem fiktiven Flughafen spielende Mission No Russian, in der deutschen Version Kein Russisch, für Kontroversen, in der der Spieler als Agent, getarnt unter Terroristen, in der internationalen Version unbewaffnete Zivilisten töten kann; in der geschnittenen deutschen Version führt dies zum Missionsabbruch. Activision rechtfertigte die Spielszenen wie folgt: „Die Szene zeigt den Grad der Bosheit und Kaltblütigkeit eines russischen Bösewichts und seiner Einheit. Indem wir dies zeigen, erhöhen wir den Druck auf den Spieler, ihn in den anderen Missionen zu stoppen (…). Der Spieler hat die Möglichkeit, die Szene zu überspringen. Am Anfang des Spiels gibt es hierfür zwei Checkpoints, in denen der Spieler darauf hingewiesen wird, dass einer der folgenden Spielabschnitte verstörend wirken kann. Diese Checkpoints sind auch nicht abschaltbar (…). Modern Warfare 2 ist ein Fantasy-Actionspiel, dessen Spielinhalte intensiv, realistisch und an reale Konflikte angelehnt sind – ganz so, wie bei epischen Actionfilmen auch. Es wurde richtigerweise für Personen ab 18 Jahren freigegeben – für diese Gruppe von Personen ist es gedacht.“

#### Mohammed-Zitate aufFavela
Anfang Oktober 2012 wurde die Karte Favela aus dem öffentlichen Mehrspielermodus entfernt. Vorausgegangen war die Kritik einiger muslimischer Spieler, die sich, aufgrund zweier Bilder, deren Rahmen zwei Zitate des Propheten Mohammed tragen und in einem Badezimmer hängen, beleidigt fühlten.
Ende Oktober 2012 wurde die Karte auf der PlayStation 3 mit geschwärztem Bilderrahmen wieder freigeschaltet, ein Update für die Xbox-360-Version folgte kurze Zeit später. Trotz Ankündigung blieb ein entsprechendes Update für die PC-Version aus, die Karte ist nur im privaten Mehrspielermodus spielbar.

## Call of Duty: Modern Warfare 2 Remastered
Im März 2020 wurde ein Remaster der Einzelspieler-Kampagne für PS4 veröffentlicht und für Windows und Xbox One für den 30. April 2020 angekündigt.